# Soffici letti, dure battaglie
Soffici letti, dure battaglie (Soft Beds, Hard Battles) è un film del 1974 diretto da Roy Boulting.
La pellicola vede Peter Sellers interpretare diversi ruoli.
Il film ebbe una distribuzione limitata; negli Stati Uniti, fu distribuito con il titolo Undercovers Hero.

## Trama
Nella Francia occupata dai nazisti durante la seconda guerra mondiale, il maggiore Robinson dell'esercito britannico, installatosi in un bordello parigino, assiste la Resistenza francese e lavora con Madame Grenier e le sue ragazze che si ritrovano ad eliminare ufficiali tedeschi di alto rango (usando ingegnosi letti truccati e pillole killer che causano flatulenza) proprio sotto il naso della Gestapo.
Le ragazze si ritrovano arruolate nelle forze francesi libere e alla fine aiutano a sventare il piano di Hitler di far saltare in aria Parigi. In seguito ricevono medaglie dal presidente della repubblica francese.